# Austrolittorina
Austrolittorina is een geslacht van weekdieren uit de klasse van de Gastropoda (slakken).

## Soorten
- Austrolittorina antipodum (Philippi, 1847)
- Austrolittorina araucana (d'Orbigny, 1840)
- Austrolittorina cincta (Quoy & Gaimard, 1833)
- Austrolittorina fernandezensis (Rosewater, 1970)
- Austrolittorina unifasciata (Gray, 1826)